# Касимовское ханство
Каси́мовское ха́нство (тат. Касыйм ханлыгы, Qasıym Xanlığı, قاسم خانليغى‎), также Каси́мовское ца́рство или Мещёрский юрт, — феодальное государство татар, существовавшее с 1452 по 1681 годы в среднем течении реки Ока на территории современной Рязанской области со столицей в Касимове.

## Образование и статус Касимовского ханства

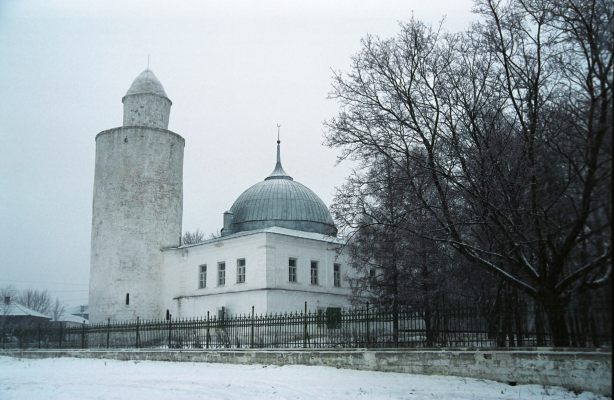
Минарет XV века в Касимове

Вопрос об образовании и статусе Касимовского ханства (царства) является дискуссионным.
В историографии в настоящее время существует несколько точек зрения на данную проблему: одни исследователи считают Касимовское ханство осколком Золотой Орды, по своему статусу схожим с Казанским, Астраханским и Крымским ханствами, попавшим в вассальную зависимость от Московского государства; другие рассматривают Касимовское ханство (царство) как удельное княжество, выделяемое великими московскими князьями татарским «царям» и «царевичам», переходившим на русскую службу; ряд исследователей ставит под сомнение сам факт реального существования государства, считая Касимов местом проживания Чингизидов, пожалованных титулом «царя» или «царевича» и получавших доходы (кормление) с города.
Основателем династии касимовских ханов был сын казанского хана Улу-Мухаммеда Касим. Когда в 1445 году его отец Улу-Мухаммед и брат Юсуф одновременно скончались или были убиты наследником Казанского престола ханом Махмудом, Касим смог уйти к московскому царю Василию II, получив от него городец Мещерский, названный по его имени Касимовом.
Касимовское ханство сыграло значительную роль в восточной политике Московского государства, считает историк В. А. Волков. Оно стало воротами Руси на восток и воротами Востока на Русь: мусульманское государство, инкорпорированное в Великое княжество Московское и ему служившее и в военном, и в дипломатическом, и в политическом отношении.

## Территория
В результате распада Золотой Орды в Мещёре образовался ряд независимых государств, среди которых было Касимовское ханство. В 1445 году Касим — сын первого Казанского хана Улу-Мухаммеда — утвердился в Мещере (бывшем Наровчатском улусе).
Первоначально территория ограничивалась городом «Городец Мещерский» (известным позже под названием «Касимов»). Но впоследствии в него формально вошли некоторые мишарские беляки (бейлики), сохранившие при этом самостоятельность (Кадом, Темников, Шацк, Енкай и некоторые другие).

## Административное членение
После присоединения Мещерского княжества к Царству русскому из его земель был создан старый Мещерский (Шацкий) уезд, а для управления его населением был создан Мещерский дворцовый приказ (в конце XIV — начале XV веков). До Губернской реформы 1775 года старый Шацкий уезд имел очень сложное устройство:
- Шацкий уезд:

- Борисоглебский стан;

- Касимовский уезд;

- Царицынский стан (Подлипкинский стан);
- Охматов стан (Ахматов стан);

- Елатомский уезд;

- Подлесный стан;

- Шацкий уезд (Малый Шацкий уезд):

- Подлесский стан;
- Средний Подлесский стан;
- Цненский стан;
- Загородный стан;
- Борисоглебский стан;

- Тамбовский уезд — с XVII века;

- Замокшанский стан (Замокошский стан):

- Кадомский уезд:

- Арзянский стан;

- Мансырев стан (стан Мансырев угол);
- Богданов стан (стан Богданов угол);
- Шокшано-Еремшинский стан (Шокшанский и Еремшинский стан);

- Вадовский стан;

- Темниковский уезд;

- Подгородный стан;
- Почиловский стан;
- Аксельский стан;
- Верхоломовский стан;

- Керенский уезд — с XVII века;
- Верхнеломовский уезд- с XVII века;
- Нижнеломовский уезд — с XVII века;
- Краснослободский уезд — с XVII века;
- Саранский уезд — с XVII века;

## Население

### Этнический состав
В этническом плане Касимовское ханство состояло в основном из трёх частей:
- Касимовские татары
- Татары-мишари
- Эрзяне[19] (мордва)

Также проживали сибирские татары, выходцы из Сибирского ханства.

### Социальный состав

#### Привилегированные сословия
Наиболее привилегированными сословиями в Касимовском ханстве были знать и духовенство, среди которых можно выделить:
- Хан (султан)
- Карачаи (визири)
- Беки и мурзы (князья)

Кроме того, в состав привилегированного сословия входили аталыки (с тюрк. «заступающий место отца; дядька»: уважаемые и почитаемые люди), имильдаши («молочные братья <государя>»: дети князей), казыи (судьи), казаки (военное сословие).
Низшую ступень занимали дворцовые служащие: сокольничий, конюший и другие.
Духовенство было одним из самых влиятельных сословий и состояло из мулл (священники), хафизов (знатоки Корана), данишмендов (учителей). Всё духовенство возглавляли сеиды. Сеид возглавлял особое воинское формирование — Сеидов полк. Присутствовали и дервиши.

#### Податное сословие
Система налогообложения и канцелярии в Касимовском, как и в других ханствах, была очень развитой. Основная масса податного населения состояла из торговцев, ремесленников, мелких землевладельцев и крестьян. Существовала рента продуктами и отработка.

#### Рабы
Рабы (чура) использовались ограниченно и состояли из людей разных народностей. В XVI веке в городе Касимове существовал рынок рабов.

## Экономика
Существенную роль в экономике Касимовского ханства играли: земледелие, бортничество, пушная охота, рыболовство. Ханство производило вино, кожевенные изделия, воск, добывало соль и золото. Имелось развитое ремесленничество и кустарные промыслы. Присутствовал класс ханских ремесленников и зодчих. Высоко ценилась производимая ремесленниками посуда.
По причине того, что основная масса населения была оседлой (касимовские татары и татары-мишари), в ханстве было только стойловое скотоводство.

## Религия
До XVI века основной религией в ханстве был ислам. Приверженность государства исламу была принципиально важна, так как оно поддерживалось как анклав чингизидов, принимающий под свою защиту всех беглых единоверцев, спасавших свою жизнь при разнообразных междоусобных конфликтах, решавшихся исключительно правом сильного.
С 1570-х годов началась христианизация касимовских царевичей (в 1573 году принял крещение Сеин-Булат и был наречён Симеоном; около 1653 года — Сеид-Бурхан под именем Василия).
Усиление христианизации, начавшейся в XVI—XVII вв., стало одной из причин переселения из Касимовского ханства.
Последней мусульманской правительницей Касимовского ханства была Фатима-Султан.

## Вооружённые силы
Вооружённые силы состояли из постоянного войска (казаки) и ополчения, которое собирало ханство в целях совершения военных походов. Все военные действия ханство совершало вместе с войсками Русского государства (так, Хан Саин-Булат (в крещении Симеон) командовал русской армией в Ливонской войне).
К XVII веку идёт процесс превращения бывших касимовских воинов в мирных торговцев и ремесленников.

## Взаимоотношения с Московским государством
С самого начала своего появления Касимовское ханство находилось в сфере влияния Московского государства. Оно находилось под вассальной зависимостью от России, и только в 1681 году было упразднено уже номинальное (на тот период) образование.
Во время Смуты касимовский хан Ураз-Мухаммед перешёл на сторону Лжедмитрия II в 1608 году и оказал ему значительную поддержку, а ханство стало центром татар, перешедших на сторону самозванца. Касимов был дважды осаждён русскими войсками: в 1609 и 1610 годах. В первой осаде касимовскому хану удалось отбить русские войска, после чего осада была снята, но через год воеводе и боярину Ф. И. Шереметеву удалось разгромить войско хана и занять город.

## Правители Касимовского ханства

### Казанская династия
- Касим, сын Улу-Мухаммед хана, царевич Касимовский (1445—1468).
- Данияр, сын Касима, царевич Касимовский (1468—1486).

### Крымская династия
- Нур-Давлет хан, сын Хаджи-Гирея, хан Касимовский (1486—1491).
- Сатылган, сын Нур-Давлет хана, царевич Касимовский (1491—1506).
- Джанай, второй сын Нур-Давлет хана, царевич Касимовский (1506—1512).

### Большеордынскаядинастия
- Шейх-Аулияр султан, сын Бахтияр султана, царевич Касимовский (1512—1516).
- Шах-Али хан, сын Шейх-Аулияра, царевич Касимовский (1516—1519), (1535—1546).
- Джан-Али хан, сын Шейх-Аулияра, царевич Касимовский (1519—1531).
- Саин-Булат (после крещения Симеон) хан, сын Бек-Булат султана, хан Касимовский (1567—1573).
- Мустафа-Али, сын Абдуллы Ак-Кубекова, хан Касимовский (1584—1590).

### Казахская династия
- Ураз-Мухаммед хан, сын Ондан султана, хан Касимовский (1600—1610).

### Сибирская династия
- Арслан хан, сын Али, хан Касимовский (1614—1627).
- Сеид-Бурхан (после крещ. Василий Арсланович), сын Арслана, царевич Касимовский (1627—1679).
- Фатима-Султан бикем, жена Арслана, мать Сеид-Бурхана, правительница Касимовская (1679—1681).